# Lijst van moskeeën in Tadzjikistan
Deze lijst omvat moskeeën in Tadzjikistan.
| Naam                          | Afbeelding | Stad      | Inhuldiging      | Stijl | Opmerkingen                                          |
| ----------------------------- | ---------- | --------- | ---------------- | ----- | ---------------------------------------------------- |
| Centrale Moskee van Doesjanbe |            | Doesjanbe |                  |       | Het is één van de grootste moskeeën in Centraal-Azië |
| Hoji Yaqub-moskee             |            | Doesjanbe |                  |       | Vernoemd naar Hoji Yaqub.                            |
| Noji-moskee                   |            | Noji      |                  |       |                                                      |
| Sariosia-moskee               |            | Doesjanbe | Rond 1800        |       |                                                      |
| Shahmansur-moskee             |            | Doesjanbe | Begin 20ste eeuw |       |                                                      |